# Побережний Володимир Іонович
Володимир Іонович Побережний (13 липня 1955 року., м. Станіслав (Івано-Франківськ) - український дипломат. Надзвичайний і Повноважний Посланник другого класу.
Біографія
Народився 13 липня 1955 року в м.Станіслав (Івано-Франківськ). Освіта: закінчив Київський державний університет ім. Т.Г.Шевченка, факультет романо-германської філології (1980). Кандидат філософських наук (1989). Володіє іноземними мовами: російською, англійською.
1973 р. - перекладач Відділення ВАТ "Інтурист" по Київській області
1973-1975 рр. - служба в армії
1975-1986 рр. - гід-перекладач Київського об"єднання Держкомінтуристу СРСР.
1986-1992 рр. - старший викладач Інституту підвищення кваліфікації керівних працівників і спеціалістів Держкомінтуристу СРСР (філіал у м.Київ)
1992-1995 рр. - перший секретар, радник, заступник начальника Відділу усних і письмових перекладів, Міністерство закордонних справ України
1995-1999 рр. - перший секретар, радник Посольства України в Турецькій Республіці
1999-2002 рр. - директор міжнародних програм Центру миру, конверсії та зовнішньої політики України
2002-2006 рр. - радник Посольства України в Південно-Африканській Республіці
2006-2008 рр. - заступник директора - начальник аналітичного відділу Департаменту Секретаріату Міністра закордонних справ України
2008-2010 рр. - заступник директора - начальник відділу підготовки візитів Департаменту Секретаріату Міністра закордонних справ України
2010-2014 рр. - заступник директора Другого територіального департаменту - начальник Управління країн Америки, Міністерство закордонних справ України
2014-2015 рр. - заступник директора Департаменту Америки, Міністерство закордонних справ України
28 грудня 2012 р. Указом Президента України №762/2012 призначений Надзвичайним і Повноважним Послом України в Республіці Албанія. Копії Вірчих грамот вручив 25 травня 2013 р. у м.Тирана. 18 липня 2015 р. Указ скасовано на підставі Указу Президента України №437/2015 як такий, що нереалізований.
Дипломатичний ранг
Надзвичайний і Повноважний Посланник другого класу (2009)
Примітки
1. Указ Президента України  № 1088/2009 Про присвоєння В. Побережному дипломатичного рангу Надзвичайного і Повноважного Посланника другого класу
2. Указ Президента України № 762/2012 Про призначення В. Побережного Надзвичайним і Повноважним Послом України в Республіці Албанія
3. Указ Президента України № 437/2015 Про скасування Указу Президента України від 28 грудня 2012 року № 762 [Архівовано 27 березня 2021 у Wayback Machine.]